# Эволюционная экономика
Эволюционная экономика является частью экономического мейнстрима, а также неортодоксальной школы экономической мысли, вдохновленной эволюционной биологией. Подобно основной экономике, она подчеркивает сложные взаимозависимости, конкуренцию, рост, структурные изменения и бюджетные ограничения, но отличается подходами, используемыми для анализа этих явлений.
Эволюционная экономика имеет дело с изучением процессов, которые преобразуют экономику для фирм, учреждений, отраслей, занятости, производства, торговли и роста внутри, через действия различных агентов из опыта и взаимодействий, используя эволюционную методологию. Эволюционная экономика анализирует развязывание процесса технологических и институциональных инноваций путем генерирования и тестирования разнообразия идей, которые обнаруживают и накапливают больше ценности выживания для понесенных затрат, чем конкурирующие альтернативы. Имеющиеся данные свидетельствуют о том, что экономическая эффективность может определяться адаптивной эффективностью. Основное экономическое мышление начинается с постулатов дефицита и рациональных агентов (то есть агентов, моделируемых как максимизирующие свое индивидуальное благосостояние), причем «рациональный выбор» для любого агента является простым упражнением в математической оптимизации. В развивающейся области экономики сложности возобновился интерес к рассмотрению экономических систем как эволюционных систем.
Эволюционная экономика не принимает характеристики ни объектов выбора, ни лиц, принимающих решения, как фиксированные. Скорее, его внимание сосредоточено на неравновесных процессах, которые трансформируют экономику изнутри, и их последствиях. Эти процессы, в свою очередь, возникают в результате действий различных агентов с ограниченной рациональностью, которые могут учиться на опыте и взаимодействиях и чьи различия способствуют изменению. В последнее время этот предмет опирается на эволюционную теорию игр и эволюционную методологию Чарльза Дарвина, а также на неравновесный экономический принцип круговой и кумулятивной причинности. Он натуралистичен в очищении прежних представлений об экономических изменениях как телеологических или обязательно улучшающих человеческое состояние.
Другой подход заключается в применении принципов эволюционной психологии к экономике, которая, как утверждается, объясняет такие проблемы, как несоответствия и предубеждения в теории рационального выбора. Базовые экономические концепции, такие как полезность, лучше рассматривать как обусловленные предпочтениями, которые максимизировали эволюционную приспособленность в среде предков, но не обязательно в текущей.

## Предшественники
В середине XIX века Карл Маркс представил схему этапов исторического развития, введя понятие о том, что человеческая природа не постоянна и не детерминирует природу социальной системы; напротив, он сделал принципом, что человеческое поведение является функцией социальной и экономической системы, в которой оно происходит.
Маркс основывал свою теорию экономического развития на предпосылке развития экономических систем; в частности, в ходе истории высшие экономические системы заменят низшие. Низшие системы были окружены внутренними противоречиями и неэффективностью, которые делают их невозможными для выживания в долгосрочной перспективе. В схеме Маркса феодализм был заменен капитализмом, который в конечном счете будет вытеснен социализмом.
Примерно в то же время Чарльз Дарвин разработал общую схему для понимания любого процесса, в ходе которого небольшие случайные вариации могут накапливаться и преобладать с течением времени в крупномасштабных изменениях, которые приводят к появлению совершенно новых форм («видообразование»).
Вскоре за этим последовали работы американских философов-прагматиков (Пирса, Джеймса, Дьюи) и основание двух новых дисциплин — психологии и антропологии, которые были ориентированы на каталогизацию и разработку объяснительных рамок для разнообразия поведенческих паттернов (как индивидуальных, так и коллективных), становившихся все более очевидными для всех систематических наблюдателей. Состояние мира сходилось с состоянием очевидности, что делало почти неизбежным развитие более «современных» рамок для анализа существенных экономических вопросов.